# Mont Karifuri
Le mont Karifuri (狩振岳, Karifuri-dake) est une montagne culminant à 1 323 m d'altitude dans les monts Hidaka en Hokkaidō au Japon. Le mont Karifuri se trouve à la limite des villages de Minamifurano et Shimukappu. La Mu-kawa prend sa source dans la montagne.
Le mont Karifuri est divisé entre deux différents types de roches. Le versant occidental est constitué de roche plutonique formée il y a 40-32 millions d'années. La versant oriental se compose de roche métamorphique formée sous pression faible il y a 50 à 20 millions d'années.